# Lengua de señas mexicana
La lengua de señas mexicana (LSM) es la lengua mayoritaria de la comunidad sorda de México. Anteriormente, se estimaba un número de entre 87 000 a 100 000 personas que hablan lenguaje de señas (1986 TC Smith-Stark), ahora, basado en el muy alto número de personas sordas desde nacimiento y previa a una edad avanzada en los censos de 2010 y 2020, se estima que la población que la usa es aproximadamente 300 000. Es más grande que muchas familias enteras de lenguas indígenas en el país. Es, según la Ley General para la Inclusión de las Personas con Discapacidad (texto vigente publicado en el Diario Oficial de la Federación el 30 de mayo del 2011):

La lengua de una comunidad de sordos, que consiste en una serie de signos gestuales articulados con las manos y acompañados de expresiones faciales, mirada intencional y movimiento corporal, dotados de función lingüística, forma parte del patrimonio lingüístico de dicha comunidad y es tan rica y compleja en gramática y vocabulario como cualquier lengua oral.

La LSM  fue oficialmente reconocida en 2011. La comunidad sorda se concentra mayormente en ciudades  la Ciudad de México, Guadalajara y Monterrey 

## Datos
En México, es crucial comprender la identidad lingüística y cultural dentro de la comunidad sorda. Existen tres tipos de personas sordas: 
| Tipo de persona sorda | Descripción |
| Sordos hablantes      | Personas que utilizan un lenguaje oral como primera lengua, aunque su uso puede ser limitado.                                                                                |
| Sordos señantes       | Individuos que se comunican principalmente mediante la Lengua de Señas Mexicana (LSM), utilizando gestos y movimientos de las manos para expresarse.                         |
| Sordos semilingües    | Personas que no han desarrollado completamente ninguna lengua debido a la falta de acceso a la lengua de señas. Se sugiere su escolarización temprana en escuelas bilingües. |

Según la CNDH, en México hay 2.3 millones de personas con discapacidad auditiva, con una mayoría concentrada en edades superiores a los 30 años. 
La lengua de señas mexicana forma parte del patrimonio lingüístico de nuestro país, y se conmemora desde el 10 de junio de 2005. Esta lengua nacional ya es reconocida oficialmente.

## Variación y distribución geográfica
Se encuentran grupos de señantes en la Ciudad de México, seguido por San Luis Potosí, Guadalajara y Monterrey, con un número de ciudades más pequeñas con comunidades de señantes. Hay variaciones regionales (80%-90% de similitud léxica en todo el país según Faurot et al. 2001).
Hay variaciones importantes en los grupos de edad y personas de orígenes religiosos completamente diferentes. 
Existe variación dialectal, esto es, una diversidad lingüística de acuerdo a la región geográfica de la zona del país, un ejemplo de ello es la seña para 'aniversario', existe una seña utilizada como convención por la mayoría de la comunidad Sorda a lo largo del país, pero en la zona del Bajío existe una seña para el mismo concepto utilizada solamente por los sordos de esa zona. Tenemos diversidad en la modalidad histórica, esto es, los sordos de antaño utilizan variaciones con respecto a los sordos usuarios de ésta lengua más jóvenes, esto como resultado de la evolución natural de la lengua. Y existe una modalidad o variación social.

## Relación de la LSM con el español
La LSM es muy distinta del español, con las inflexiones del verbo completamente diferentes, distintas preferencias en cuanto al orden de las palabras y poco uso del verbo ser. Sin embargo, hay un uso extensivo de signos inicializados, es decir, señas que incorporan letras del alfabeto manual. Un estudio encontró que el 37% de las palabras son inicializadas, frente al 14% para lengua de señas estadounidense (Faurot et al. 2001). Los mismos autores sugieren que la comprensión de la comunidad sorda de la lengua española es muy baja.
El término "español signado" se refiere a signos que utilizan señas de la LSM siguiendo el orden de las palabras en español, ya que no sigue la estructura correcta, pero con algunas representaciones de la morfología del español. Hay un grupo de sufijos que el español signado usa de una forma similar a la del inglés señado (ASL), por ejemplo, señas para -dor y -ción (para los nombres). Los artículos y pronombres son deletreados. El español signado no debe ser utilizado por intérpretes en ningún contexto, pues no es aceptado por la comunidad Sorda mexicana, debido a que principalmente la LSM es una lengua competente frente a cualquier otra. Posee cadencia, ritmo, énfasis, pausas y duración. La emisión del signo gestual no sólo se remite al movimiento de una parte del cuerpo, sino que interviene por encima de la cabeza hasta debajo de la cadera.

## Relación con otras lenguas de señas
Thomas Smith Stark estableció la filiación de la LSM con la familia de la lengua de señas francesa, tomando como base la clasificación interna de esta familia propuesta por William Stokoe. Adicionalmente, Smith Stark hipotetizó una relación especialmente cercana de la LSM con la lengua brasileña de señas (LIBRAS), tomando como punto de partida la presencia de Eduardo Huet en México y Brasil y su papel en el establecimiento de las primeras escuelas para sordos en ambos países. A partir de un análisis comparativo del léxico de la LSM, la LIBRAS y la Lengua de Señas Americana (ASL), este investigador recalcó una mayor afinidad entre las primeras dos lenguas y una menor de la LSM y la ASL.: 142–145 
La LSM guarda ciertas semejanzas con la ASL, aunque reducida inteligibilidad, lo que pudiera ser resultado de sus antecedentes en común con la lengua de señas francesa antigua. Aunque es poco probable que la ASL hubiera podido influir en el desarrollo inicial de la LSM, actualmente es palpable la influencia de la ASL en la LSM en la forma de préstamos lingüísticos, situación que es más notable en la frontera de México con los Estados Unidos.: 145–147 
La Lengua de Señas Mexicana (LSM) comparte características estructurales con otras lenguas de señas, pero también muestra variaciones significativas. La Lengua de Señas Mexicana (LSM), es reconocida oficialmente como una lengua nacional, forma parte del patrimonio lingüístico con que cuenta la nación mexicana.

## Historia
En 1867, Eduardo Huet fundó en México la Escuela Nacional de Sordomudos. Sin embargo, la escuela cerró años después por razones inciertas. En 1983, la Dirección de Educación en el Distrito Federal realizó una investigación pionera sobre la LSM, titulada "Mis primeras señas". Este estudio, liderado por destacados lingüistas como Donna Jackson Maldonado y miembros de la comunidad sorda, destacó la importancia de la adquisición temprana del lenguaje para el desarrollo integral de las personas sordas. 
Dos años después, se publicó "Mis primeras señas 2", un segundo volumen que consistía en un vocabulario organizado en campos semánticos, con dibujos de las señas correspondientes y descripciones breves sobre cómo realizarlas. A pesar de estos avances, los docentes fueron instados nuevamente a utilizar el método oral en el aula, lo que marcó un retroceso en la promoción y enseñanza de LSM. 

## Situación
En 2003, la Lengua de Señas Mexicana se declaró oficialmente una "lengua nacional", junto con las lenguas indígenas y el español, que se utiliza en el sistema nacional de educación para sordos. Antes de eso la principal filosofía educativa en el país se centró en el oralismo (voz y lectura de labios) y con pocas escuelas en las que las clases fuesen realizadas en LSM. La Ley General Para La Inclusión De Las Personas Con Discapacidad en el artículo 14 señala que: "La Lengua de Señas Mexicana, es reconocida oficialmente como una lengua nacional y forma parte del patrimonio lingüístico con que cuenta la nación mexicana."
Un segmento de 5 minutos en señas de un programa noticiero televisivo nocturno se transmitió en español señado a mediados de 1980, y de nuevo en la década de 1990, fue interrumpido en 1992, y finalmente reanudado como un resumen de 2 minutos de noticias en 1997.

## Descripción lingüística

### Gramática
La Lengua de Señas Mexicana (LSM) es una lengua en toda la extensión de la palabra y como tal, tiene sus propias reglas gramaticales. Es una lengua completa, natural, y propia de la comunidad sorda mexicana. Es rica y compleja, totalmente capaz de transmitir ideas profundas y complejas, cargadas de sentimiento y de cualquier tema o disciplina científica. Para hablar de la gramática de la LSM, es necesario primero empezar por conocer algunos de sus elementos. El Alfabeto Dactilológico o alfabeto manual mexicano, es un conjunto de 27 señas que corresponden a una letra del español oral. En la práctica, la mayoría de las personas sordas evitan deletrear y tienden a hacerlo principalmente para los nombres y lugares cuando no existe una seña o para introducirla.
La posición para colocar las manos, al momento de empezar a signar, debe ser a la altura del pecho, entre el hombro y el mentón.

#### Inicialización
La inicialización consiste en el deletreo formal se utiliza de manera frecuente en LSM para incorporar préstamos léxicos del español. Iniciando con configurar una seña, con la letra inicial de la correspondiente palabra escrita en español. Algunos ejemplos de este tipo de señas son las palabras cama, manzana, papá o mamá.
La mayor parte de señas que se refieren a nombres propios o lugares (topónimos) también son inicializadas; por ejemplo: Puebla, Coahuila, Oaxaca.

#### Género
En la LSM no existe el género en la gramática, por lo tanto los artículos definidos como el, la, los, las, o los artículos indefinidos, como uno, una, unos, unas, no existen y por lo tanto, no se utilizan. Para animales o personas, el género no se indica, ya que puede referirse tanto al femenino, como al masculino. Para hacer referencia al género femenino, se suelen utilizar dos métodos (uno más aceptado que otro). El primero de ellos, consiste en agregar el sufijo de femenino, después del sustantivo; mientras que en el segundo, únicamente se agrega la seña de mujer, después del sustantivo empleado.

#### Pronombres personales
Los pronombres personales más empleados en la LSM son: Yo, Tú, Él/Ella, Nosotros, Ustedes y Ellos/Ellas. Éstos suelen señalar número, mas no el género, por lo que se habrá de utilizar la misma seña, tanto para el género masculino, como el femenino. En la LSM, los verbos no varían con respecto a los pronombres, por lo que no es necesario que haya concordancia entre éstos. El uso del pronombre usted, en LSM, es prácticamente nulo; cuando es usado es para expresar respeto.
La dirección de la mirada, o la vista, es fundamental en la aplicación, uso y práctica de la LSM; para los pronombres Tú y Ustedes se debe señalar hacia donde estamos mirando. Por otro lado, para los pronombres Él/Ella, Ellos/Ellas, se señala hacia un punto que no esté a la vista.
Unidad Léxica y Morfología
Las unidades léxicas en LSM son las señas que pueden realizarse de forma aislada, principalmente de morfología autónoma y articulación manual. La morfología autónoma corresponde a las señas manuales, mientras que la morfología dependiente incluye rasgos no manuales que pueden estar integrados con otras señas.
Fonología
Las señas pueden descomponerse en diferentes partes, incluyendo la configuración manual, el lugar de articulación en el cuerpo o en el espacio, y el tipo de movimiento realizado. Además de los parámetros mencionados, los rasgos no manuales son componentes fundamentales de la fonología de las lenguas de señas. De la cual se derivan:
- Metodología de Análisis: William Stokoe fue el primero en demostrar que las lenguas de señas son verdaderas lenguas y pueden analizarse de manera similar a las lenguas orales. Stokoe identificó tres componentes principales en el análisis de las señas: el lugar de articulación, la configuración de la mano y el movimiento realizado.

- Estructura Segmental y Suprasegmental: Las señas están formadas por diferentes segmentos que incluyen parámetros como la ubicación, dirección y configuración de la mano. Además de estos elementos segmentales, también se consideran los rasgos no manuales que acompañan a las señas, los cuales pueden variar en función del contexto y el discurso.
- Relación entre Seña y Gesto: Existe una estrecha relación entre las señas y los gestos, y ambos forman parte del sistema de comunicación de las lenguas de señas. Los gestos y las señas están integrados temporal y conceptualmente para expresar significados más allá de lo puramente lingüístico.
- Variación en el Discurso: Se han observado diferencias en la estructura de las señas cuando se presentan dentro de un discurso en comparación con una elicitación, lo que revela diferentes procesos fonológicos como elisión, epéntesis y asimilación.

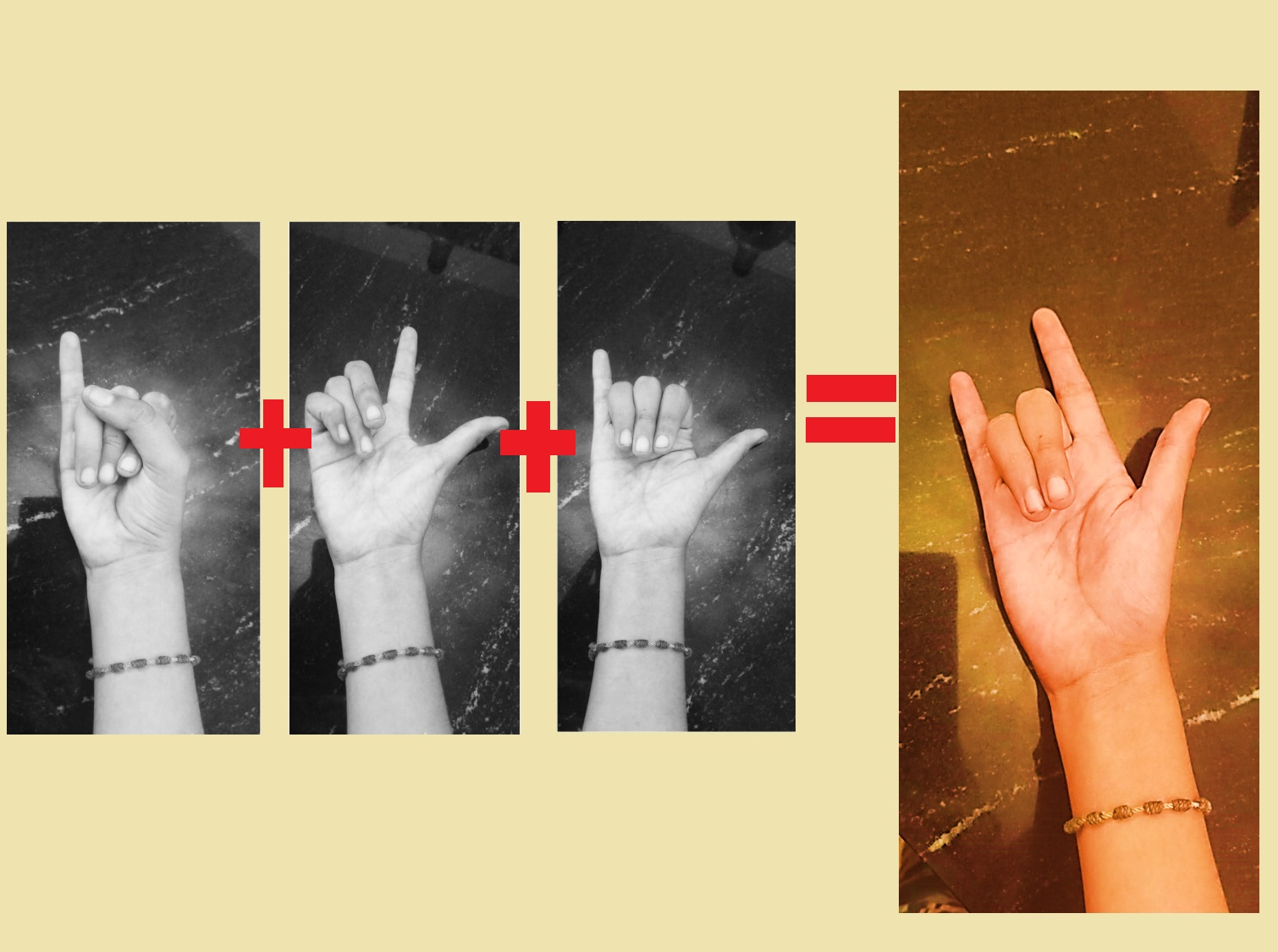
Lengue de señas más usada para decir te quiero a otra persona ("I love you")

## El lenguaje en la infancia sorda
La infancia sorda y oyente se desarrollan de igual manera a nivel cognitivo; sin embargo, la lengua de señas no se adquiere de forma espontánea y natural dentro de la cotidianidad. Para que esta sea adquirida, es necesario exponer de forma temprana a los niños a la lengua de señas, donde la familia desempeña un papel esencial en el desarrollo óptimo de las habilidades comunicativas. Además, es importante señalar que la Lengua de Señas Mexicana (LSM) es otro idioma diferente al español, por lo que no son sinónimos, ya que la lengua de señas mexicana no es una copia fiel del español 
En la etapa de la niñez, las infancias se vuelven más competentes y sus procesos mentales empiezan a ser más audaces. En este sentido el lenguaje adquiere un papel esencial en la educación y como es que interpretan el mundo, no limitándose sólo a la adquisición de conocimientos sino también a la construcción de relaciones.